# Ryan Crouser
Ryan Crouser (* 18. Dezember 1992 in Boring, Oregon) ist ein US-amerikanischer Kugelstoßer und ehemaliger Diskuswerfer. Er wurde 2016, 2020 und 2024 Olympiasieger im Kugelstoßen und ist seit 2021 Weltrekordhalter in dieser Disziplin sowohl in der Halle als auch im Freien. Er wendet die Drehstoßtechnik an.

## Jugend
Ryan Crouser stammt aus einer Sportfamilie. Sein Vater Mitch Crouser war Kandidat für das Diskusteam bei den Olympischen Spielen 1984, sein Onkel Brian Crouser schaffte zwei Mal die Qualifikation für den Speerwurf für die Olympischen Spiele 1988 und 1992. Auch sein anderer Onkel und zwei seiner Cousins gehörten bzw. gehören zur nationalen Spitze. Cousin Sam Crouser war Ryan lange überlegen. 2009 machte Ryan Crouser national auf sich aufmerksam. Er stellte einen neuen Rekord als Sophomore im Diskuswurf auf und gewann die nationalen Jugendmeisterschaften im Diskuswurf und Kugelstoßen. Folglich war er in diesen beiden Disziplinen im US-Team der Jugendweltmeisterschaften 2009 in Brixen. Dort konnte er sich gegen die internationale Konkurrenz durchsetzen und gewann mit neuem Jugend-Weltmeisterschaftsrekord (21,56 m) und wurde Vizeweltmeister im Diskuswurf (61,64 m).
In der Saison 2010 wurde Crouser von einer Fußverletzung gebremst und erst 2011 konnte er wieder an alte Leistungen anschließen. In diesem Jahr konnte er nationale Altersrekorde aufstellen. Zudem schloss er die Sam Barlow High School ab und wechselte auf die Universität Texas.

## College
2012 wurde Crouser bei seinen ersten NCAA-Meisterschaften Fünfter im Kugelstoßen und Vierter im Diskuswurf. Das Folgejahr war von einer Armverletzung sowie einem Infekt, der zu großem Gewichtsverlust führte, geprägt. Zur nationalen Spitzengruppe gehörte er erst wieder zur Freiluftsaison 2013. In diesem Jahr gewann er seinen ersten NCAA-Titel im Kugelstoßen und wurde Achter mit dem Diskus. Kurzfristig hatte er mit 21,27 m, geworfen am 28. März 2014, die Jahresweltbestleistung inne. Auch die darauffolgenden Hallenmeisterschaften 2014 gewann er, zudem stellte er mit 63,90 m einen neuen, noch immer gültigen, persönlichen Rekord im Diskuswurf auf. Bei seiner erfolgreichen Verteidigung des NCCA-Freilufttitels im Kugelstoßen verletzte er sich am Fuß und konnte daraufhin nicht mehr im Diskuswurf antreten.
2015 konnte er seine Titel nicht verteidigen. In der Halle wurde er im Kugelstoßen hinter Stipe Žunić Zweiter; bei der Vorbereitung für die Freiluftsaison war Crouser auf Grund einer Daumenverletzung gehandicapt, so dass Crouser sich mit zwei fünften Plätzen (Diskus und Kugel) begnügen musste.
2016 stellte er im ersten Halbjahr noch einen neuen Collegerekord (21,73 m) auf und gewann seinen zweiten NCAA-Hallentitel.

## Profikarriere
2016 schloss Crouser sein Wirtschaftsstudium ab und engagierte Paul Doyle als Kugelstoßtrainer. Kurz vor den Olympic Trials verbesserte er seinen Rekord auf 21,85 m. Nur Weltmeister Joe Kovacs hatte von den US-Sportlern vor diesen Ausscheidungskämpfen eine bessere Jahresbestleistung. Bei den Trials konnte er seinen persönlichen Rekord erneut auf 22,11 m (erstmals über 22 Meter) verbessern und auch Kovacs schlagen.
Bei den Olympischen Spielen in Rio de Janeiro ein paar Wochen später dominierte Crouser das Kugelstoßen. Er gewann sowohl die Qualifikation als auch den Hauptwettbewerb eindeutig. Vier seiner sechs Versuche hätten für die Goldmedaille gereicht und am Ende stellte er mit 22,52 m einen neuen olympischen Rekord auf. Auf Teamkollege Kovacs hatte er einen Vorsprung von 74 Zentimetern.
2019 konnte er in Kalifornien seinen persönlichen Rekord auf 22,74 m verbessern; im selben Wettkampf gelangen ihm auch 22,73 m. Dies waren die weitesten Versuche im Kugelstoßen seit 1990. Bei den Weltmeisterschaften in Doha steigerte er sich noch einmal auf 22,90 m, die den Vizeweltmeistertitel bedeuteten. Er blieb damit genau einen Zentimeter hinter seinem Landmann Kovacs.
Am 18. Juli 2020 steigerte Crouser seine persönliche Bestleistung auf 22,91 m.
2021 verbesserte er am 24. Januar in Fayetteville (Arkansas) den Hallenweltrekord auf 22,82 m. Damit übertrumpfte er die alte Bestmarke seines Landsmannes Randy Barnes aus dem Jahr 1989 um 16 Zentimeter. In der Freiluftsaison stellte er am 18. Juni einen weiteren Weltrekord auf, als er bei den U.S. Olympic Trials in Eugene (Oregon) die Kugel auf 23,37 Meter stieß. Er übertraf dabei die bisherige Bestmarke von Randy Barnes (23,12 m am 20. Mai 1990) um 25 Zentimeter. Es war seit 1996 der erste Weltrekord bei den Männern in einer der vier Wurf- und Stoßdisziplinen.
Bei den Olympischen Spielen 2020 in Tokio gewann er im August 2021 erneut die Goldmedaille vor Joe Kovacs und Tomas Walsh. Dabei erzielte er in seinem letzten Versuch eine Weite von 23,30 m und damit einen neuen olympischen Rekord. Alle sechs Versuche lagen über der alten Bestmarke, der Vorsprung auf Kovacs betrug 65 Zentimeter.
Im Mai 2023 brach Crouser in Los Angeles seinen eigenen Weltrekord, indem er die Kugel 23,56 Meter stieß. Er erzielte in diesem Wettkampf auch die fünft- und drittgrößte jemals erreichte Weite. Drei Monate später wiederholte er bei den Weltmeisterschaften 2023 in Budapest seinen Erfolg aus dem Vorjahr. Mit 23,51 Metern gelang ihm ein WM-Rekord. Im Oktober 2023 wurde er als einer von elf Sportlern für die Auszeichnung als Welt-Leichtathlet des Jahres 2023 nominiert.
Bei den Olympischen Spielen 2024 in Paris gewann Crouser seine dritte olympische Goldmedaille mit einer Weite von 22,90 m.

## Bestleistungen
Halle
- Kugelstoßen: 22,82 m, 24. Januar 2021, Fayetteville

Freiluft
- Kugelstoßen: 23,56 m, 27. Mai 2023, Los Angeles
- Diskuswurf: 63,90 m, 18. Mai 2014, Lubbock